# Курильчик Микола Сергійович

Курильчик Микола Сергійович (1997—2022) — солдат-зенітник Збройних Сил України, учасник українсько-російської війни , який загинув під час російського вторгнення в Україну .

## Життєпис

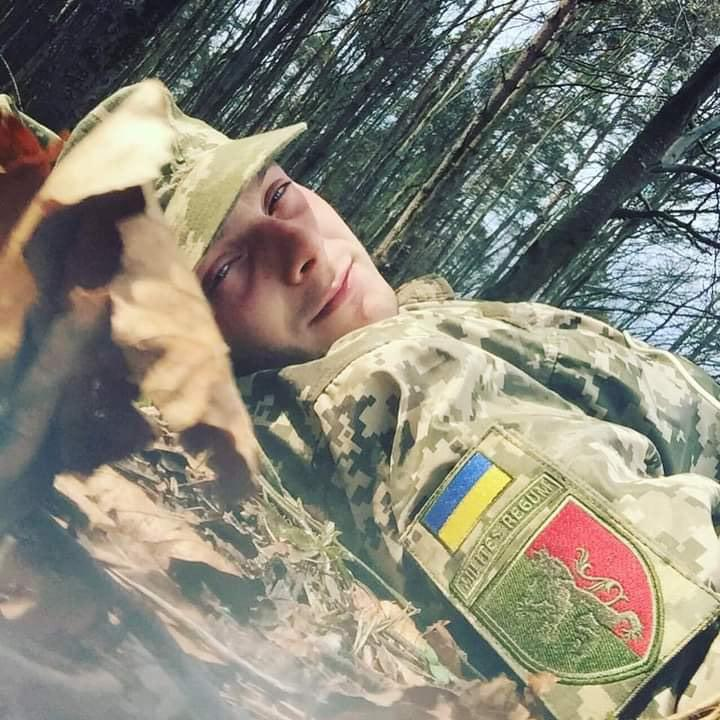
Микола Курильчик під час служби в ЗСУ

Микола Курильчик народився 30 червня 1997 року в смт. Клесів Сарненського району Рівненської області . Виховувався лише матусею, в багатодітній сім'ї (всього їх було п'ятеро: 3 сестри, Микола та ще один брат). Навчався в Клесівській ЗОШ І-ІІ ступенів-ліцею. Закінчивши 11 клас взяв рік перерви, після чого пішов вчитися на єгеря-лісника до Рокитнівського коледжу. Батько- Сергій Курильчик, покинув сім'ю, а згодом воював в складі терористичних формувань «ДНР». Його доля лишається невідомою, проте попередньо він був ліквідований під час проведення «АТО».
Оскільки батько покинув сім'ю ще змалечку, Микола взяв на себе всю чоловічу роботу. Незважаючи на свій юний вік хлопець доволі успішно справлявся зі своїми обов'язками, був слухняним та дисциплінованим.
Сестра згадує, що він дуже любив дітей, мріяв про власну сім'ю. «Коли ми виросли, він завжди допомагав і мені, часто доглядав за моєю дитиною поки я була на роботі. Він завжди називав її „моя принцеса“».
Спершу до війська він потрапив у 2018 році за призовом. Місцем їх служби став Слов'янськ, де Микола перебував до демобілізації. По поверненню додому воїн отримав статус «учасника бойових дій». Звільнившись з армії Курильчик рік пропрацював різноробочим на будівництвах, після чого вирішив повернутися до ЗСУ
25 березня 2021 Микола підписав контракт із ЗСУ та вступив до лав 24- ї Окремої механізованої бригади на посаду солдата-зенітника. Після підписання контракту воїн спершу пройшов навчання на Яворівському полігоні, після чого відразу вирушив на Схід, у м. Попасна, де перебував до початку повномасштабного вторгнення.
З початком російського вторгнення солдат одним із перших прийняв удар. 4 березня 2022 року Микола отримав осколкове поранення та зміг на нетривалий час повернутися додому. Рідні згадують: «Коли він був тут, то був зовсім інший Коля. Погляд сумний, сам мовчазний і його тягнуло на Схід. Він говорив: „мої хлопці мене чекають“».
Загинув воїн 23 квітня 2022 року в районі с. Катеринівка, що на Луганщині, під час відбиття ворожого штурму. У Миколи залишилася самотня мати, брат, три сестри та обраниця. Рідні згадують, що воїн дуже хотів мати справжню сім'ю: дружину та діточок. Зі своєю дівчиною вони познайомилися через інтернет, а одружитися мали після Перемоги, проте не судилося.
Сестра згадує: «Після повернення на Схід Микола дуже рідко виходив на зв'язок. Одного разу його не було 3 дні, я думала вже посивію. Коли він вийшов на зв'язок я заплакала, а він сміється, каже: „як щось станеться- свої подзвонять, я залишив номер“. Сказав, що там де він- там саме пекло. Перед загибеллю ми переписувалися вранці, в обід, а ввечері він не вийшов на зв'язок. Не було його і 24, і 25, і 26 числа. Я себе заспокоювала і рідних, говорила що просто зв'язку нема і він скоро відповість. 26 квітня мені зателефонували із селищої ради і повідомили, що він загинув 23 квітня в районі с. Катеринівка. Подзвонили, бо мене тоді не було дома.»